# Ctenognophos tsekuna
Ctenognophos tsekuna är en fjärilsart som beskrevs av Eugen Wehrli 1953. Ctenognophos tsekuna ingår i släktet Ctenognophos och familjen mätare. Inga underarter finns listade i Catalogue of Life.